# エドワード・カーペンター

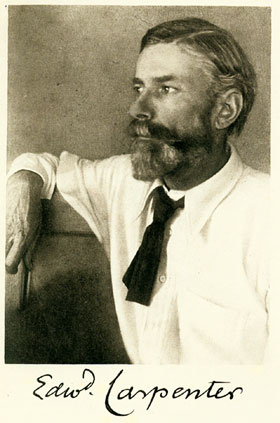
エドワード・カーペンター

エドワード・カーペンター（Edward Carpenter, 1844年8月29日 - 1929年6月28日）は、イングランド、イースト・サセックスのブライトン近郊のホヴ出身の詩人、社会主義思想家。
ウィリアム・モリスと親しくし、1883年にはヘンリー・ハインドマンの社会民主連盟に参加するものちに新生活友愛会の創設メンバーとなる。 
日本のアナキストの石川三四郎と親交があった。
第一次世界大戦時には、「世界大戦争の根源」というタイトルで、階級的支配の危険性、労働者の国際的団結の意義を訴え、英独双方の帝国主義的野心を批判する論文を発表している。
| スタブアイコン | サブスタブ | この項目は、まだ閲覧者の調べものの参照としては役立たない、文人（小説家・詩人・歌人・俳人・作詞家・作家・放送作家・随筆家（コラムニスト）・文芸評論家）に関連した書きかけの項目です。この項目を加筆・訂正などしてくださる協力者を求めています（P:文学/PJ:作家）。 |